# Lophanthus hedgei
Lophanthus hedgei là một loài thực vật có hoa trong họ Hoa môi. Loài này được (Freitag) A.L.Budantzev mô tả khoa học đầu tiên năm 1992.